# 韦什尼亚基区
韦什尼亚基区（俄語：район Вешняки）是莫斯科东行政区的一区，面积10.67平方公里，人口119,585人。维希诺站、韦什尼亚基站、普柳谢沃站、新吉列耶沃站和库斯科沃站位于本区内。